# Crosslauf-Europameisterschaften 2007
Die 14. Crosslauf-Europameisterschaften der EAA fanden am 9. Dezember 2007 in Toro (Spanien) statt.
Der Kurs im Freizeitgelände Monte La Reina bestand aus einer 1000 m langen Schleife, die auf 1500 m ausgedehnt werden konnte. Hinzu kamen 700 m zwischen Start und Ziel. Die Männer bewältigten eine kleine und sechs große Runden (10,7 km), die Frauen und U23-Männer fünf große Runden (8,2 km), die U23-Frauen und die Junioren vier große Runden (6,7 km) und die Juniorinnen zwei kleine und eine große Runde (4,2 km).

## Ergebnisse

### Männer

#### Einzelwertung
| Platz | Athlet               | Land | Zeit (min) |
| ----- | -------------------- | ---- | ---------- |
| 1     | Serhij Lebid         | UKR  | 31:47      |
| 2     | Mustafa Mohamed      | SWE  | 31:56      |
| 3     | Rui Silva            | POR  | 31:58      |
| 4     | Erik Sjöqvist        | SWE  | 32:00      |
| 5     | José Manuel Martínez | ESP  | 32:04      |
| 6     | Jesús España         | ESP  | 32:05      |
| 7     | Martin Fagan         | IRL  | 32:06      |
| 8     | El Hassan Lahssini   | FRA  | 32:08      |

Von 57 gestarteten Athleten erreichten 52 das Ziel.
Teilnehmer aus deutschsprachigen Ländern:
- 23: Stéphane Joly (SUI), 32:39
- 29: Steffen Uliczka (GER), 32:47

#### Teamwertung
| Platz | Land und Athleten                                                       | Gesamtpunktzahl und Einzelplatzierung |
| ----- | ----------------------------------------------------------------------- | ------------------------------------- |
| 1     | Spanien José Manuel Martínez Jesús España José Ríos Alberto García      | 33 05 06 10 12                        |
| 2     | Portugal Rui Silva Ricardo Ribas José Rocha Leão Carvalho               | 64 03 09 24 28                        |
| 3     | Frankreich El Hassan Lahssini Mokhtar Benhari Simon Munyutu Irba Lakhal | 75 08 15 20 32                        |

Insgesamt wurden neun Teams gewertet.

### Frauen

#### Einzelwertung
| Platz | Athletin                  | Land | Zeit (min) |
| ----- | ------------------------- | ---- | ---------- |
| 1     | Marta Domínguez           | ESP  | 26:58      |
| 2     | Julie Coulaud             | FRA  | 27:01      |
| 3     | Rosa Morató               | ESP  | 27:04      |
| 4     | Marija Konowalowa         | RUS  | 27:07      |
| 5     | Anikó Kálovics            | HUN  | 27:10      |
| 6     | Kate Reed                 | GBR  | 27:11      |
| 7     | Fionnuala Britton         | IRL  | 27:20      |
| 8     | Saadia Bourgailh Haddioui | FRA  | 27:25      |

Von 46 gestarteten Athletinnen erreichten 45 das Ziel.
Teilnehmerinnen aus deutschsprachigen Ländern und Regionen:
- 16: Susanne Hahn (ITA), 27:45
- 38: Agnes Tschurtschenthaler (GER), 29:03

#### Teamwertung
| Platz | Land und Athletinnen                                                        | Gesamtpunktzahl und Einzelplatzierung |
| ----- | --------------------------------------------------------------------------- | ------------------------------------- |
| 1     | Spanien Marta Domínguez Rosa Morató Iris Fuentes-Pila Alessandra Aguilar    | 33 01 03 12 17                        |
| 2     | Vereinigtes Königreich Kate Reed Hayley Yelling Liz Yelling Helen Clitheroe | 47 06 09 10 22                        |
| 3     | Portugal Jéssica Augusto Mónica Rosa Fernanda Ribeiro Ana Dias              | 69 11 14 19 25                        |

Insgesamt wurden sechs Teams gewertet.

### U23-Männer

#### Einzelwertung
| Platz | Athlet          | Land | Zeit (min) |
| ----- | --------------- | ---- | ---------- |
| 1     | Kemal Koyuncu   | TUR  | 24:31      |
| 2     | Jewgeni Rybakow | RUS  | 24:33      |
| 3     | Andrew Vernon   | GBR  | 24:35      |

Von 77 gestarteten Athleten erreichten 71 das Ziel.
Teilnehmer aus deutschsprachigen Ländern:
- 11: Zelalem Martel (GER), 24:55
- 24: Christian Stanger (GER), 25:11
- 52: Ricardo Giehl (GER), 25:56
- 54: Philipp Pflieger (GER), 25:58

#### Teamwertung
| Platz | Land und Athleten                                                                  | Gesamtpunktzahl und Einzelplatzierung |
| ----- | ---------------------------------------------------------------------------------- | ------------------------------------- |
| 1     | Vereinigtes Königreich Andrew Vernon Andrew Baker Ryan McLeod Thomas Lancashire    | 52 03 12 18 19                        |
| 2     | Polen Artur Kozłowski Łukasz Parszczyński Arkadiusz Gardzielewski Radosław Kłeczek | 52 07 08 14 23                        |
| 3     | Russland Jewgeni Rybakow Anatoli Rybakow Konstantin Wassiljew Stepan Kisseljow     | 65 02 09 26 28                        |

Insgesamt wurden zwölf Teams gewertet. Die deutsche Mannschaft kam mit 141 Punkten auf den zehnten Platz.

### U23-Frauen

#### Einzelwertung
| Platz | Athletin           | Land | Zeit (min) |
| ----- | ------------------ | ---- | ---------- |
| 1     | Ancuța Bobocel     | ROU  | 22:35      |
| 2     | Adrienne Herzog    | NED  | 22:37      |
| 3     | Katarzyna Kowalska | POL  | 22:44      |

Von 67 gestarteten Athletinnen erreichten 62 das Ziel.
Teilnehmerinnen aus deutschsprachigen Ländern:
- 43: Rhea Richter (GER), 24:27
- 47: Renate Wyss (SUI), 24:34
- 54: Susi Lutz (GER), 24:53
- 58: Carolin Lang (GER), 25:06
- 61: Julia Viellehner (GER), 25:35

#### Teamwertung
| Platz | Land und Athletinnen                                                                     | Gesamtpunktzahl und Einzelplatzierung |
| ----- | ---------------------------------------------------------------------------------------- | ------------------------------------- |
| 1     | Vereinigtes Königreich Felicity Milton Katrina Wootton Katherine Sparke Susannah Hignett | 47 05 08 16 18                        |
| 2     | Russland Tatjana Schutowa Alina Alexejewa Natalja Starkowa Irina Sergejewa               | 55 04 09 10 32                        |
| 3     | Polen Katarzyna Kowalska Dominika Główczewska Marta Wojtkuńska Agnieszka Ciołek          | 58 03 12 17 26                        |

Insgesamt wurden elf Teams gewertet. Die deutsche Mannschaft kam mit 216 Punkten auf den elften Platz.

### Junioren

#### Einzelwertung
| Platz | Athlet           | Land | Zeit (min) |
| ----- | ---------------- | ---- | ---------- |
| 1     | Mourad Amdouni   | FRA  | 20:08      |
| 2     | Florian Carvalho | FRA  | 20:11      |
| 3     | Dmytro Laschyn   | UKR  | 20:16      |

Von 89 gestarteten Athleten erreichten 86 das Ziel.
Teilnehmer aus deutschsprachigen Ländern:
- 11: Alexander Hahn (GER), 20:34
- 13: Florian Orth (GER), 20:34
- 14: Rico Schwarz (GER), 20:38
- 19: Thorsten Baumeister (GER), 20:46
- 39: Robert Krebs (GER), 21:02
- 46: Maxime Zermatten (SUI), 21:05
- 55: Christopher Gmür (SUI), 21:18
- 63: Arthur Lenz (GER), 21:27
- 70: Christoph Ryffel (SUI), 21:42
- 78: Grégory Wyss (SUI), 22:12
- 86: Sullivan Brunet (SUI), 23:52

#### Teamwertung
| Platz | Land und Athleten                                                         | Gesamtpunktzahl und Einzelplatzierung |
| ----- | ------------------------------------------------------------------------- | ------------------------------------- |
| 1     | Frankreich Mourad Amdouni Florian Carvalho Hassan Chahdi Younes El Haddad | 29 01 02 08 18                        |
| 2     | Vereinigtes Königreich David Forrester Lee Carey Ben Lindsay Mitch Goose  | 48 04 05 12 27                        |
| 3     | Deutschland Alexander Hahn Florian Orth Rico Schwarz Thorsten Baumeister  | 57 11 13 14 19                        |

Insgesamt wurden 14 Teams gewertet. Die Schweizer Mannschaft kam mit 249 Punkten auf den 14. Platz.

### Juniorinnen

#### Einzelwertung
| Platz | Athletin         | Land | Zeit (min) |
| ----- | ---------------- | ---- | ---------- |
| 1     | Stephanie Twell  | GBR  | 14:12      |
| 2     | Danuta Urbanik   | POL  | 14:21      |
| 3     | Charlotte Purdue | GBR  | 14:22      |

Von 87 gestarteten Athletinnen erreichten 85 das Ziel.
- 18: Mira Glocker (GER), 14:49
- 58: Tiffany Langel (SUI), 15:31
- 60: Mareike Schrulle (GER), 15:35
- 65: Julia Weniger (GER), 15:41
- 77: Sophie Ewald (GER), 16:05
- 79: Katharina Heinig (GER), 16:11
- 80: Regula Wyttenbach (SUI), 16:15
- 84: Lea Süß (GER), 16:30
- DNF: Jasmin Widmer (SUI)

#### Teamwertung
| Platz | Land und Athletinnen                                                                  | Gesamtpunktzahl und Einzelplatzierung |
| ----- | ------------------------------------------------------------------------------------- | ------------------------------------- |
| 1     | Vereinigtes Königreich Stephanie Twell Charlotte Purdue Charlotte Roach Emily Pidgeon | 14 01 03 04 06                        |
| 2     | Russland Marina Gordejewa Alfija Chassanowa Natalja Nowitschkowa Jekaterina Gorbunowa | 50 10 11 13 16                        |
| 3     | Ukraine Olha Skrypak Wiktorija Pohorelska Ljudmyla Kowalenko Anna Mihel               | 57 05 12 19 21                        |

Insgesamt wurden 13 Teams gewertet. Die deutsche Mannschaft kam mit 220 Punkten auf den elften Platz.